# Václav Erben
Václav Erben, född 2 november 1930 i Náchod, dåvarande Tjeckoslovakien, död 19 april 2003 i Prag, var en tjeckisk författare av polisromaner. Mest känd är Erben för romanerna om poliskapten Michal Exner. Václav Erben tog examen vid Prags akademi för teaterkonsterna, och arbetade som radioregissör, förlagsredaktör och journalist innan han ägnade sig åt författande på heltid.

## Verk översatta till svenska
- Brottsplats Prag, 1976 (Efektivně mrtvá žena)
- Mannen som älskade rött, 1979 (Bláznova smrt)
- Den försynte döde, 1980 (Osamělý mrtvý muž)
- Den begåvade skomakarens död, 1982 (Smrt talentovaného ševce)
- Eftermiddag med ensam flicka, 1985 (Denár v dívčí dlani)
- Vägg i vägg, 1986 (Na dosah ruky)